# Ligne de Bollwiller à Lautenbach
La ligne de Bollwiller à Lautenbach, parfois appelée « ligne de la vallée de la Lauch », est une ligne de chemin de fer française du Haut-Rhin. Embranchement à voie normale unique de la grande ligne Strasbourg - Bâle, elle reliait les gares de Bollwiller et de Lautenbach, en passant par Guebwiller. Aujourd'hui la section de Guebwiller à Lautenbach est déclassée et déposée, seule subsiste la section de Bollwiller à Guebwiller-Heissenstein.
Elle constitue la ligne n°122 000 du réseau ferré national.
Dans l'ancienne nomenclature de la région Est de la SNCF, elle était numérotée « ligne 39 » et désignée en tant que « Ligne Lautenbach – Bollwiller ».

## Historique
Une convention signée, le 1er mai 1863, entre le ministre des Travaux Publics et la Compagnie des chemins de fer de l'Est concède à cette dernière une ligne de Belfort à Guebwiller dont la section de Bollwiller à Guebwiller fait partie de la ligne de Bollwiller à Lautenbach. Cette convention est approuvée par décret impérial le 11 juin 1863.
- Le 5 février 1870, ouverture du tronçon de Bollwiller à Guebwiller[5] ;
- Le 15 décembre 1884, ouverture du tronçon entre Guebwiller et Lautenbach[6] ;
- Le 17 mars 1969, fermeture au service des voyageurs ;
- Le 1er août 1992, fermeture au trafic fret.

La Compagnie de l'Est ouvre le 5 février 1870, six mois avant le début de la guerre franco-prussienne, un embranchement reliant Guebwiller à la gare de Bollwiller, sur la ligne Strasbourg - Bâle. Après la reprise en mains du réseau par l'Empire allemand, la Direction générale impériale des chemins de fer d'Alsace-Lorraine (EL) fera prolonger la voie jusqu'à Lautenbach, dans la haute vallée de la Lauch, le 15 décembre 1884.
En 1914, l'EL assure une desserte très étoffée, à raison de treize allers-retours omnibus quotidiens Bollwiller - Lautenbach, complétés par cinq mouvements partiels sur Guebwiller. Dans les années 1920, la nouvelle Administration des chemins de fer d'Alsace et de Lorraine (AL) met en marche chaque jour douze paires d'omnibus, plus une treizième les dimanches et jours fériés. Sur un total de seize circulations dans chaque sens, six à sept sont alors directes de ou pour Mulhouse.

### Pendant la guerre
En 1940, les ponts de Guebwiller sont détruits au cours d'opérations militaires et l'occupant ne peut reprendre l'exploitation normale que le 1er juin 1941. Pendant les combats de l'hiver 1944-1945, le trafic connaîtra également une longue interruption. En 1947, le pont provisoire construit par le Génie Militaire sur la Lauch sera sérieusement ébranlé par une crue de la rivière, rendant la voie ferrée impraticable pendant plusieurs semaines entre Soultz et Guebwiller.

### La fermeture
Dans les années 1950, le trafic se dégrade, le ralentissement à la traversée de Guebwiller ne permettant plus aux trains de lutter contre les autocars sur la route parallèle. Malgré son potentiel touristique certain, la ligne n'est plus desservie les dimanches et fêtes, elle est fermée au service voyageurs le 17 mars 1969. La desserte marchandises entre Bollwiller et Lautenbach est par contre poursuivie régulièrement jusqu'au 5 juillet 1971. La section de Guebwiller-Heissenstein à Lautenbach est déclassée le 26 juillet 1973. La voie a été déposée en septembre 1974. Seul subsiste le tronçon Bollwiller - Heissenstein (8,7 km).
La fermeture se situe dans le contexte national de fermetures de lignes. À la fin des années 1920, le réseau ferré principal, dit d'"intérêt général", compte plus de 42 000 km de lignes ouvertes au trafic voyageurs. En 2013, il en comprend 20 000 km de moins. Cette saignée a été un phénomène quasi-continu à partir des années 1930, mais elle a connu deux périodes de forte intensité au tournant des années 1938-1939 puis des années 1967-1973. Les pouvoirs publics de l'époque se situent dans un état d'esprit que l'on a du mal à comprendre aujourd'hui. Prenant exemple sur les États-Unis, on imagine le transport des personnes fondé sur la voiture particulière et l'avion, le rail devant assurer avant tout l'acheminement des marchandises. L'avenir du rail en matière de voyageurs se résume à la région parisienne, où il demeure irremplaçable, et à un réseau central de quelques grandes lignes rayonnant autour de Paris. C'est dans cet esprit que les villes achèvent de se débarrasser de leurs derniers réseaux de tramways. C'est le choc pétrolier de 1973-74 qui viendra porter un coup d'arrêt au mouvement de fermetures.
La section de Bollwiller à Guebwiller-Heissenstein a été exploitée pour le trafic fret jusqu'au 1er août 1992. La dernière circulation sur la ligne (un train de désherbage) remonte à avril 1996. Il s'agit du dernier train à avoir emprunté la ligne.

### Une réouverture en projet
L’association Florirail, créée en 1991, milite pour la remise en service de la ligne.
Le principe de la réouverture Bollwiller - Guebwiller a été accepté par les élus locaux, et une étude de faisabilité a été réalisée en 2008 pour la région Alsace afin de déterminer le meilleur scénario pour une remise en service de la ligne. Parmi les 3 scénarios possibles (Bus à haut niveau de service, autorail X 73500 et tram-train), la solution de l'autorail a été considérée comme la plus adaptée par l'étude, en raison de son faible coût (l'électrification de la ligne n'étant pas nécessaire, contrairement au tram-train) et de la possibilité d'utiliser la ligne encore existante jusqu'à Guebwiller-Heissenstein.
En septembre 2012, le président de la région Alsace Philippe Richert reprend les conclusions des précédentes études : circulation des TER à 80 km/h, entre 6 h et 22 h 30, deux trains par heure aux heures de pointe et un en heures creuses, quatre arrêts : Bollwiller, Soultz Gare, Soultz Winkelmatt et Guebwiller Gare. « Je souhaite tenir dans une enveloppe de trente millions d'euros. » Il a déclaré que le projet pour la réouverture de la ligne sera inscrit dans le contrat de projet de la Région pour 2013.
Parmi les obstacles à la remise en service de la ligne, on peut citer le franchissement de la voie rapide RD 83 (ancienne route nationale 83 déclassée), ainsi que des morceaux de voie "grignotés" par la route le long de la Lauch dans Guebwiller.
En décembre 2014, le Premier ministre Manuel Valls accepte la réhabilitation de la ligne, dans le cadre du contrat de plan État-Région. Le CPER a été signé le 26 avril 2015 par le président de la République François Hollande.
Les deux options train et tram-train ont été envisagées. Mais le tram-train a finalement été retenu comme la solution la plus adaptée pour la réouverture de la ligne car il permet de maintenir les passages à niveaux mais aussi de pouvoir envisager un prolongement futur de la ligne vers Heissenstein voire au-delà[réf. souhaitée]. Enfin, le coût de la réouverture en tram-train est moins élevé que pour le train.
Le 13 septembre 2016, des membres de l'association Train Thur Doller Alsace ont démonté un ancien aiguillage situé sur une voie de service de l'ancienne gare du Heissenstein. L'aiguillage, qui permet de couvrir trois voies de roulement, sera restauré par l'association puis installé sur une voie de la ligne de Cernay à Sentheim.
Une étude relative à la réouverture de la ligne est présentée par la région Grand Est le 25 septembre 2017. Celle-ci préconise le tram-train et table sur une fréquentation de 2 400 passagers par jour. La question du franchissement de la RD 83 n'est cependant pas encore tranchée (passage aérien ou souterrain). La réouverture de la ligne est envisagée d'ici 5 à 8 ans,.

### Matériel roulant
Dans les années 1920, la traction était assurée par les T12 (130-TB) et T18 (232-TC) du dépôt d'Île-Napoléon, ainsi que les T14 (141-TA) de Mulhouse-Nord. Vers 1936 apparurent les autorails De Dietrich 210 ch série ZZr-12/22. Dans les années 1960, les mouvements journaliers étaient assurés par autorail X-42 100 d'Île-Napoléon. La desserte marchandises était assurée par des locotracteurs Y 7400 et Y 8000.

## Infrastructure

### Caractéristiques
Le profil est relativement modéré en aval de Guebwiller, où la ligne franchit la Lauch et trois affluents de faible importance. Dans la traversée de Guebwiller, la voie est placée entre la rivière et la rue du Général de Gaulle, d'où se détachent de nombreuses rues et allées transversales en direction du centre de la ville. La fréquence des P.N. non gardés imposa sur ce point une limitation de vitesse à 6 km/h, pénalisant les temps de parcours des trains. En amont de Guebwiller, le chemin de fer continuait son ascension par des rampes de 10 à 22 mm/m jusqu'au terminus de Lautenbach, à 396 m d'altitude.

## Superstructure

### Gares
La ligne comptait huit gares, dont une gare aux marchandises. La seule gare de la ligne encore en service est celle de Bollwiller car elle se situe sur la ligne de Strasbourg-Ville à Saint-Louis. Guebwiller disposait de trois gares sur son ban communal. La gare de Lautenbach est visible dans le film Jules et Jim de François Truffaut sorti en 1962.
Les gares de Schweighouse, Buhl, Heissenstein et Guebwiller-Marchandises ont été détruites, certaines emprises (également celles de la partie déposée de la ligne) ayant été utilisées dans le tracé de la D430 permettant une liaison routière facilitée dans la vallée du Florival.